# Anna Maria Granlund

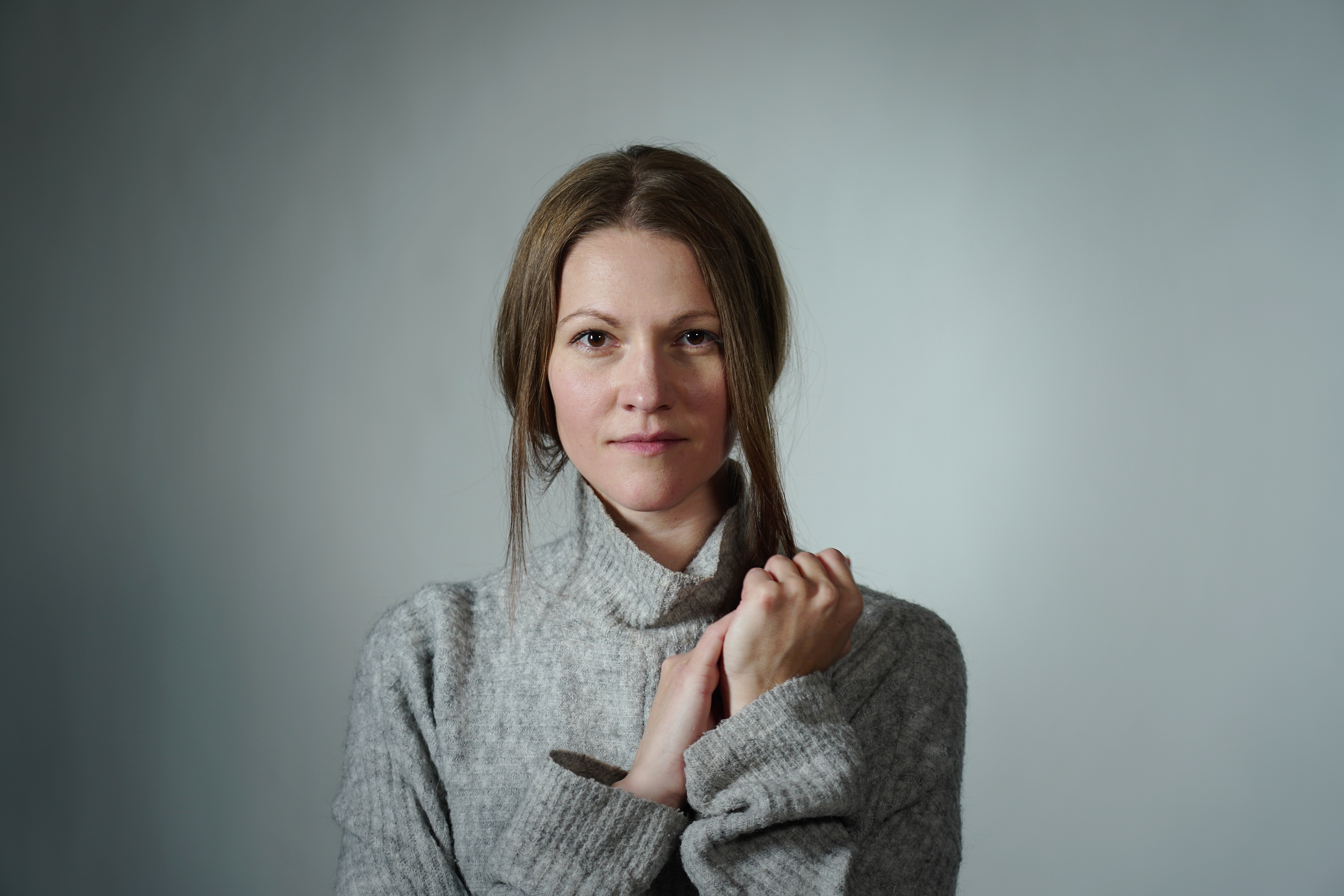

Anna Maria Granlund, född 1988, är en finlandssvensk skådespelare. Granlund är utbildad på Teaterhögskolan i Malmö och har bland annat setts i Beck, den gråtande polisen, Gåsmamman och Gidseltagningen 2 .
Granlund verkar också som röstskådespelare och hörs 2025 i rollen som Svinvild i Tuffa Gänget 2.
Granlund har även tagit fram manus till föreställningen om Lasermannen som spelades på Cirkus 2023, med Joel Spira i rollen som John Ausonius.